# Кенгуру велетенський
Кенгуру́ велетенський або великий (Macropus giganteus) — вид роду кенгуру (Macropus), один з найбільших представників родини Кенгурових, а також усіх сучасних сумчастих. Інші його назви — великий сірий кенгуру, східний сірий кенгуру, лісовий кенгуру.

## Опис
Попри свою назву, Велетенський кенгуру поступається у вазі Великому рудому кенгуру. Втім, велетенський кенгуру має зріст приблизно 2 м, вагу 66 кг, а його ступні найбільші серед представників роду. Ймовірно за це велетенський кенгуру й отримав свою назву. Шкіра в нього сіра — з цим пов'язані інші назви даного виду. Він розвиває найбільшу швидкість серед тварин Австралії — 64 км на годину. 2n=16.

## Розповсюдження
У XIX ст. Велетенський кенгуру був звичайною твариною скрізь по Австралії, частково на о.Тасманія. Втім активне полювання завдало шкоди чисельності цього представника кенгуру. Сьогодні велетенський кенгуру мешкає лише у Східній й деяких районах Південної Австралії.

## Спосіб життя
Це нічний житель. Живиться здебільшого у нічний час. Вдень відпочиває серед трави під деревами. Полюбляє лісисті місцини, особливо евкаліптові савани. Звідси має назви від аборигенів — лісовий кенгуру.
Живиться травою, листям, молодим корінням.
Живуть як правило 2–3 самці з 2–3 самицями при домінуванні найсильнішого. До цієї групи можуть приєднуватися інші велетенські кенгуру. Статева зрілість у самців наступає у 25 місяців, у самиць — у 17–28 місяців. Народження дитинчат кенгуру відбувається протягом всього літа. Весь час самиця вагітна — тільки народила одного кенгуреня, як вагітна іншим. Тому вона має два типи молока для більш дорослих й для новонародженого.

## Стосунки з людиною
У 1871 році видано дозвіл на полювання за велетенським кенгуру. Причиною послужило начебто завдання шкоди сільському господарству. Справжньою причиною було здобуття гарної шкіри та м'яса. До того ж це був гарний об'єкт для мисливців, тому що не був агресивним та полохливим.
Окрім полювання значної шкоди розповсюдженню та існуванню гігантських кенгуру завдало розширення людиною своєї сільськогосподарської діяльності. В результаті у середині XX ст. чисельність велетенського кенгуру опинилася під загрозою. У цих обставинах уряд Австралії взяв під охорону цю тварину. На сьогодні збереглося близько 2 млн велетенських кенгуру.

## Підвиди
вид Macropus giganteus
- підвид Macropus giganteus giganteus (Shaw, 1790)
- підвид Macropus giganteus tasmaniensis (Le Souef, 1923)
- підвид †Macropus giganteus titan